# Quirino Cristiani

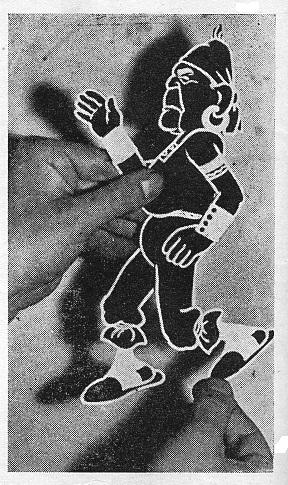

Quirino Cristiani, född den 2 juli 1896 i Italien, död den 2 augusti 1984 i Argentina, var producent och animatör. Cristiani kom till Argentina år 1900 och skulle komma att göra både den första tecknade långfilmen (El Apóstol, 1917) och den första tecknade långfilmen med ljud (Peludópolis, 1931).